# De Saussure (familie)
de Saussure is een Zwitserse familie, met vertakkingen in de Zwitserse kantons Vaud en Genève en de Amerikaanse staat South Carolina.

## Beschrijving

### Afkomst
De familie de Saussure is afkomstig uit Saulxures in het hertogdom Lotharingen. In 1503 werd de familie in de adelstand verheven door hertog René II van Lotharingen.

### Tak-Vaud/South Carolina
Antoine de Saussure (1514-1569) vluchtte om religieuze redenen naar Lausanne, waar hij in 1556 het burgerschap verkreeg. Hierdoor ontstond er een aftakking van de familie ode Saussure in het huidige Zwitserse kanton Vaud. Doorheen de tijd zou deze tak de heerlijkheden Vernand, Morrens, Bercher, Bavois en Boussens in handen krijgen.
Uit deze tak kwamen doorheen de geschiedenis onder andere adviseurs, schatbewaarders en justitieofficieren voort, maar ook geestelijken, waaronder Marc de Saussure (1609-1674), professor in de theologie in Lausanne, en César de Saussure (1677-1744), die majoor Abraham Davel assisteerde op het schavot.
De familietak kende ook enkele officieren in buitenlandse dienst, zoals Henri de Saussure (1709-1761), die emigreerde naar South Carolina en zo een Amerikaanse tak van de familie deed ontstaan waarvan afstammelingen zouden dienen in de Amerikaanse Onafhankelijkheidsoorlog en de Amerikaanse Burgeroorlog. Belangrijke namen in dit verband zijn jurist Henry William de Saussure (1763-1839), directeur van de United States Mint, en diens zoon William F. De Saussure (1792-1870), senator voor de staat South Carolina.
Andere leden van de familietak in Vaud zijn César de Saussure (1705-1783), Victor de Saussure (1797-1869) en Hippolyte de Saussure (1801-1852).

### Tak-Genève
Er ontstond ook een Geneefse tak van de familie toen Elie de Saussure (1602-1662) in 1635 het burgerschap van Genève verkreeg. Hij was een zijdehandelaar die was gehuwd met Sara Burlamaqui. De Geneefse tak van de familie de Saussure geraakte vanaf de 17e eeuw verweven met de families Burlamaqui, Calandrini en Lullin en vanaf de 18e eeuw onder andere met de families `De la Rive` en `Boissier`.
Uit deze tak kwamen verschillende kooplieden en magistraten voort, en vanaf de 18e eeuw ook diverse grote denkers waaronder Nicolas de Saussure (1709-1791), zijn zoon Horace-Bénédict de Saussure (1740-1799), zijn kleinkinderen Albertine Necker de Saussure (1766-1841) en Nicolas-Théodore de Saussure (1767-1845) en zijn achterkleinzonen Théodore de Saussure (1824-1903) en Henri de Saussure (1829-1905).
Vanaf de tweede helft van de 19e eeuw onderscheiden verschillende leden van deze tak zich ook in de kunsten, de letteren en de humane wetenschappen. In de eerste plaats ging het om de kinderen van Henri de Saussure (1829-1905), en met name om Ferdinand de Saussure (1857-1913), die de grondlegger was van de huidige taalkunde, Horace de Saussure (1859-1926), een schilder en graveur, René de Saussure (1868-1943), een filosoof, wiskundige en esperantist en om Léopold de Saussure (1866-1925), een sinoloog. Ferdinands zonen Jacques de Saussure (1892-1969) en Raymond de Saussure (1894-1971) werden respectievelijk diplomaat en psychiater. René's kleinzoon Eric de Saussure (1925-2007) was lid van de gemeenschap van Taizé. Léopolds kleindochter Delphine Seyrig (1932-1990) werd actrice.
De familie is sinds het begin van de 20e eeuw eigenaar van het kasteel van Vufflens.

## Stamboom
- Nicolas de Saussure (1709-1791)
  -  Horace-Bénédict de Saussure (1740-1799), natuuronderzoeker, landmeter en alpinist
    - Albertine Necker de Saussure (1766-1841), pedagoge, schrijfster, vertaalster en feministe
    - Nicolas-Théodore de Saussure (1767-1845), scheikundige
    -  Alphonse de Saussure (1770-1853)
      - Théodore de Saussure (1824-1903), politicus
      -  Henri de Saussure (1829-1905), entomoloog en mineraloog
        - Ferdinand de Saussure (1857-1913), taalkundige
          -  Jacques de Saussure (1892-1969), diplomaat
          -  Raymond de Saussure (1894-1971), psychiater

        - Horace de Saussure (1859-1926), schilder en graveur
        - Albertine Adèle de Saussure (1861-)
        - Elisabeth 'Dora' Théodora de Saussure (1863-)
        - René de Saussure (1868-1943), filosoof, wiskundige en esperantist
          - Jean de Saussure
            -  Eric de Saussure (1925-2007), lid van de gemeenschap van Taizé

        - Léopold de Saussure (1866-1925), sinoloog
          -  Hermine de Saussure (1901-1984), zeilster
            -  Delphine Seyrig (1932-1990), actrice.

        - Jeanne de Saussure (1869-)
        - Louis Octave de Saussure (1871-)
        -  Maximilien de Saussure (1873-)

- Historisch woordenboek van Zwitserland: 025562